# Pentzia viridis
Pentzia viridis là một loài thực vật có hoa trong họ Cúc. Loài này được Kies mô tả khoa học đầu tiên năm 1945.